# داليا (إلهة)
داليا (بالإنجليزية: Dalia)‏، هي إلهة القدر في الأساطير الليتوانية. هي المانح والآخذ للسلع والممتلكات. غالبًا ما يتم الخلط بين داليا وإلهة القدر الأخرى، لايما، ويصعب تمييزها عنها. أحيانًا يُنظر إلى داليا على أنها مظهر مختلف من مظاهر لايما. ومع ذلك، فإن لايما تشارك بشكل أكبر في التنبؤ بطول حياة الشخص بينما تهتم داليا أكثر بالثروة المادية التي سيكسبها الشخص خلال حياته. وفقًا للأساطير، مثلما يقسم الأب ممتلكاته بين الأطفال، فإن ديفاس سينليس (مظهر من مظاهر الإله الأعلى ديفاس) يخصص لكل مولود جديد نصيب مناسب. يُنظر إلى داليا على أنها منفذة لإرادة ديفا وليس صانع قرار. يمكن أن تظهر كامرأة أو حمل أو كلب أو بجعة أو بطة.